# Lijst van wijken in Brugge

De deelgemeenten van Brugge.

Dit is een lijst van wijken, deelwijken en buurten in de Belgische gemeente Brugge. 

## Beschrijving
Dit artikel geeft een overzicht van de wijken en buurten in Brugge, met als grondslag de wijkindeling door de politie van Brugge en het Structuurplan Brugge, aangevuld op basis van diverse corresponderende officieuze bronnen.

### Geschiedenis

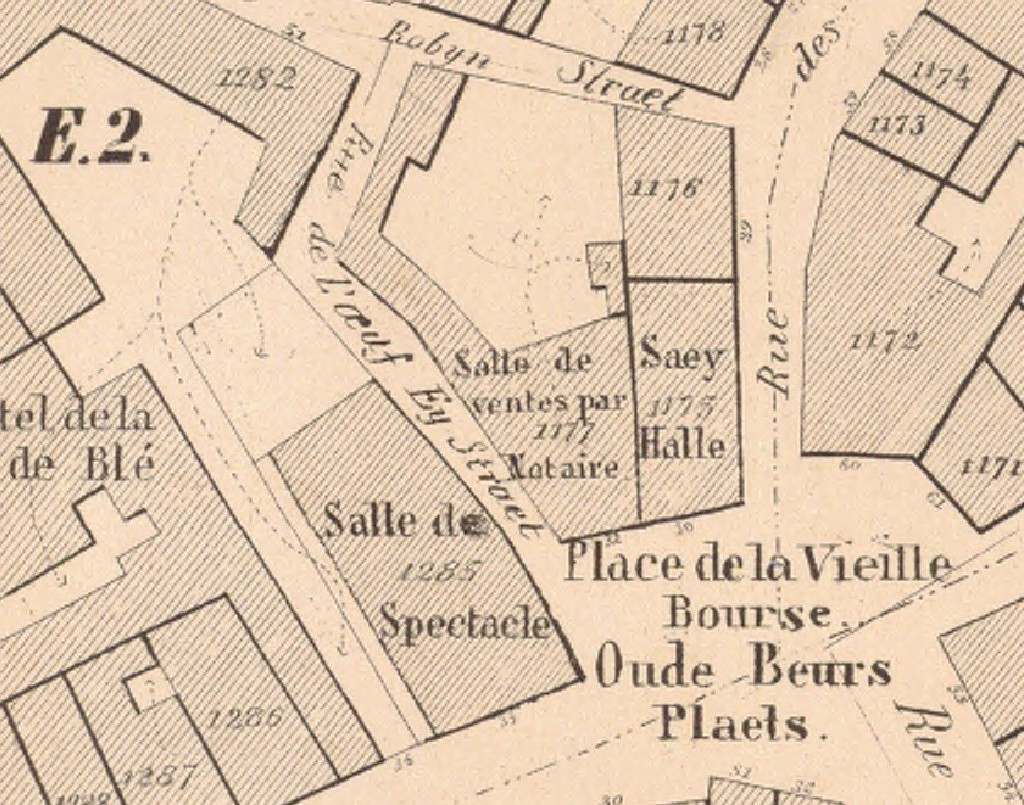
Op de kadasterkaart Popp vinden we de aanduiding E2. E slaat op Sint-Niklaas-Zestendeel, en 2 op wijk 2 binnen dit zestendeel. Binnen deze wijken (en dus niet per straat) kregen alle panden een kadasternummer, bijvoorbeeld 1175 voor de Saaihalle. Daarnaast kregen ze ook nog een huisnummer, oorspronkelijk per huizenblok, later per straat.

Historisch werd Brugge reeds in de 13e eeuw onderverdeeld in wijken (of ambachten).
- Burgambacht
- Kuipersambacht
- Noordambacht
- Oude-Burgambacht
- Steenstraatambacht
- Vlamingambacht

Vanaf 1316 werden volgende benamingen gegeven aan de zogenaamde Zestendelen:
- A - Sint-Jan
- B - Sint-Donaas
- C - Onze-Lieve-Vrouw
- D - Sint-Jakob
- E - Sint-Niklaas
- F - Carmers

De letters zijn reeds zichtbaar op de kaart van Marcus Gerards (1562) en worden nog steeds gebruikt in het kadaster. Daardoor zijn ze ook terug te vinden op de kadasterkaart door Popp uit 1865.
Deze zestendelen verdeelden de Brugse binnenstad in zes sectoren die allemaal vanuit het centrum uitwaaierden naar de (tweede) stadsomwalling. De begrenzing van de verschillende zestendelen is eveneens aangegeven op de kaart van Marcus Gerards. De indeling in zestendelen had zijn invloed in de administratie, financiën, ordehandhaving en militaire verdediging. Ook anno 2020 zijn de zestendelen nog te herkennen via hun beginletter op de huisnummers van enkele huizen in de binnenstad. 

#### Ruimtelijk Structuurplan Brugge
In het Ruimtelijk Structuurplan Brugge van 1972 werd een wat andere indeling toegepast:
- Steenstraatkwartier
- Burgkwartier
- Ezelstraatkwartier
- Sint-Gilliskwartier
- Seminariekwartier
- Langestraatkwartier
- Magdalenakwartier
- Onze-Lieve-Vrouwekwartier
- West-Bruggekwartier

Deze wijken hebben geen speciaal statuut meer voor de bestuurlijke werking. Het Steenstraatkwartier en het Burgkwartier vormen samen min of meer het grondgebied binnen de eerste omwalling van Brugge. De andere zeven kwartieren vormen dan de middeleeuwse uitbreiding naar de tweede omwalling toe.

### Informele buurten
Naast de formele wijken bestaan er ook veel informele buurten of wijken. Een groot aantal levende buurtnamen zijn verzameld op de pagina Brugse Buurten op bruggelokaal.be.

## Stad

### Brugge(deelgemeente)(I)

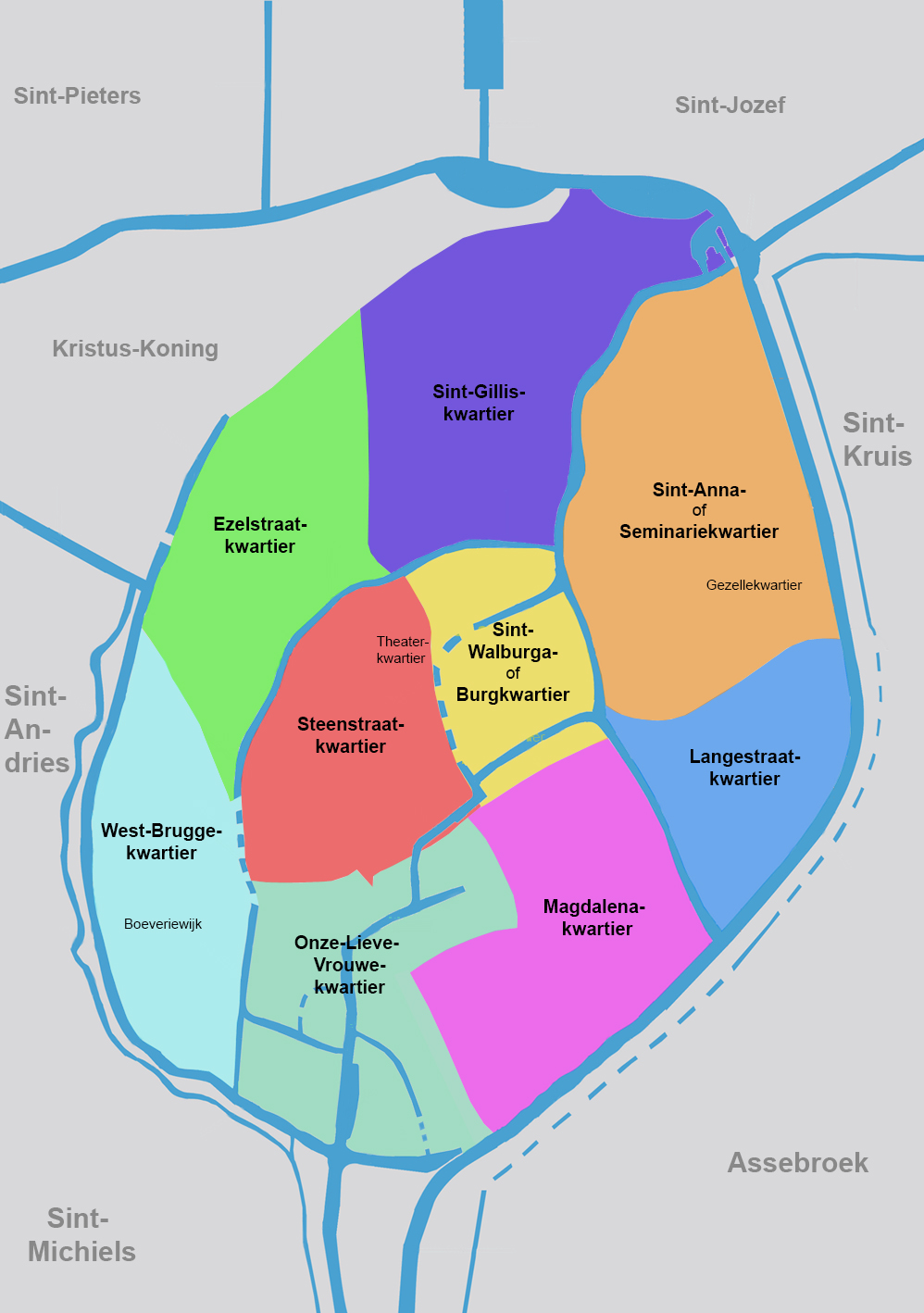
Wijken in het stadscentrum van Brugge en situering van de deelwijken.

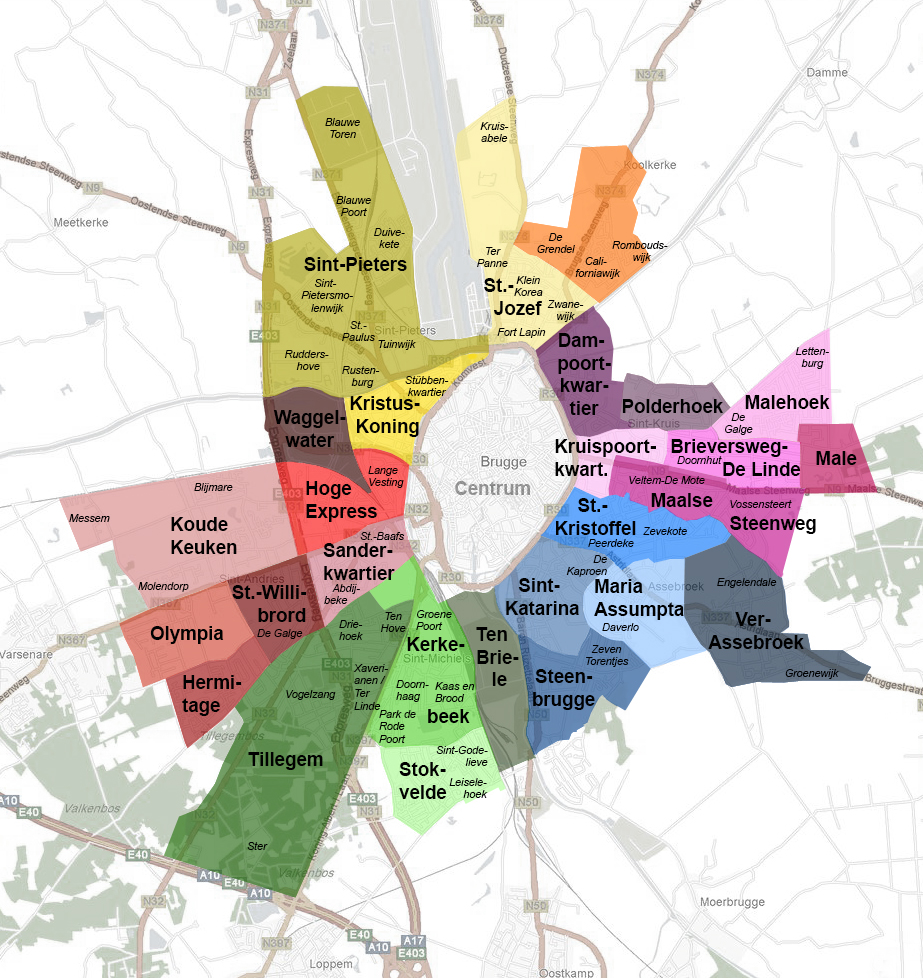
Wijken in de stadsdeelgemeenten van Brugge en situering van de deelwijken en buurten.
Sint-Andries: rood-bruin
Sint-Michiels: groen
Assebroek: blauw
Sint-Kruis: paars-roze
Koolkerke: oranje
Brugge (deelgemeente, exclusief centrum): geel

#### Centrum
- Steenstraatkwartier
  - Theaterkwartier

- Ezelstraatkwartier

- Langestraatkwartier

- Magdalenakwartier

- Onze-Lieve-Vrouwekwartier

- Sint-Annakwartier, ook wel Seminariekwartier genoemd
  - Gezellekwartier

- Sint-Gilliskwartier

- Burgkwartier of Sint-Walburgakwartier

- West-Bruggekwartier
  - Boeveriewijk

#### Kristus-Koning
- Stübbenkwartier

#### Sint-Jozef
- Fort Lapin
- Klein Korea
- Kruisabele
- Ter Panne
- Zwanewijk

#### Sint-Pieters
- Blauwe Poort
- Blauwe Toren
- Duivekete
- Ruddershove
- Rustenburg
- Sint-Paulus
- Sint-Pietersmolenwijk
- Sint-Pieters-Tuinwijk

### Koolkerke(II)
- Californiawijk
- De Grendel
- Koolkerke-centrum
- Romboudswijk

### Sint-Andries(III)
- Hermitage

- Hoge Express
  - Lange Vesting

- Koude Keuken
  - Blijmare
  - Messem
  - Molendorp

- Olympia

- Sanderkwartier
  - Abdijbeke
  - Sint-Baafs

- Sint-Willibrord
  - De Galge

- Waggelwater

De buurt Sint-Andries-centrum situeert zich rond het punt waar de wijken Koude Keuken, Olympia en Sint-Willibrord elkaar raken.

### Sint-Michiels(IV)
- Kerkebeek
  - Doornhaag
  - Groene Poort
  - Kaas en Brood
  - Park de Rode Poort
  - Sint-Michiels-centrum

- Stokvelde
  - Leiselehoek
  - Sint-Godelieve

- Ten Briele

- Tillegem
  - Driehoek
  - Ster
  - Ten Hove
  - Ter Linde of Xaverianen
  - Vogelzang

### Assebroek(V)
- Maria Assumpta
  - Daverlo

- Sint-Katarina
  - De Kaproen

- Sint-Kristoffel
  - Peerdeke
  - Zevekote

- Steenbrugge
  - Zeven Torentjes

- Ver-Assebroek
  - Engelendale
  - Groenewijk

### Sint-Kruis(VI)
- Dampoortkwartier

- Brieversweg-De Linde
  - Doornhut

- Kruispoortkwartier

- Maalse Steenweg
  - Veltem-De Mote
  - Vossensteert

- Male

- Malehoek
  - De Galge
  - Lettenburg

- Polderhoek

De buurt Sint-Kruis-centrum situeert zich rond het punt waar de wijken Dampoortkwartier, Kruispoortkwartier en Polderhoek elkaar raken.

## Overige kernen

### Dudzele(VII)
- Dorp

### Lissewege(VIII)
- Lissewege dorp
- Zeewege

#### Zeebrugge
- Dorp
- Stationswijk
- Strandwijk

#### Zwankendamme
Deelgemeenten: Assebroek · Dudzele · Koolkerke · Lissewege · Sint-Andries · Sint-Kruis · Sint-Michiels

Zie ook: lijst van wijken en kernen in Brugge

Belgische gemeenten · Arrondissement Brugge · West-Vlaanderen · Vlaanderen